# Elisabeth Cebrián
Elisabeth Cebrián (6 de fevereiro de 1971) é uma ex-basquetebolista profissional espanhola.

## Carreira
Elisabeth Cebrián integrou Seleção Espanhola de Basquetebol Feminino em Atenas 2004, terminando na sexta posição.